# Oncocalyx quinquenervius
Oncocalyx quinquenervius är en tvåhjärtbladig växtart som först beskrevs av Ferdinand von Hochstetter, och fick sitt nu gällande namn av D. Wiens & R.M. Polhill. Oncocalyx quinquenervius ingår i släktet Oncocalyx och familjen Loranthaceae. Inga underarter finns listade i Catalogue of Life.